# Dorcopsulus vanheurni
Il dorcopside minore (Dorcopsulus vanheurni Thomas, 1922), noto anche come wallaby di foresta minore, è una specie di marsupiale della famiglia dei Macropodidi. Vive nelle foreste pluviali sulle pendici delle catene montuose centrali della Nuova Guinea, ad altitudini comprese tra gli 800 e i 3100 m. Un tempo era possibile trovarlo anche sui monti Hunstein, Schrader, Torricelli e Adelberts, ma sembra che sia scomparso da queste regioni. Suoi resti fossili sono stati trovati anche sui monti Vogelkop e Arfak. È una delle prede preferite dagli indigeni dell'isola e dai cosiddetti cani «cantanti» della Nuova Guinea.